# Pemphredon inornata
Pemphredon inornata — вид насекомых из семейства роющих ос (Crabronidae).

## Внешний вид
Длина самки 6-8.5 мм, самца 5-7.5 мм. Тело чёрное.
Жвалы с 3 зубцами. Лоб без шипа.
Среднеспинка блестящая, мелко пунктированная.

## Диагностические признаки
Возвратная жилка переднего крыла впадает в 1-ю радиомедиальную ячейку или интерстициальна.
2-я радиомедиальная ячейка выше своей ширины или квадратная.
Передний край наличника самки с треугольным выступом.
Усики самцов без тилоидов.
От нескольких похожих неарктических видов отличается формой 1-го членика средней лапки.

## Биология
Обитает на участках с древесной растительностью. Гнёзда строит в трухлявой или мягкой древесине или в её пустотах (например в ходах короедов). Они состоят из нескольких ячеек, в каждую из которых самка приносит 30-50 тлей для питания будущей личинки.
Взрослые осы питаются падью или, реже, нектаром цветов.

## Распространение
Голарктический, широко распространённый вид.
Ареал простирается от Европы через Кавказ и Турцию, Среднюю Азию и Монголию до Кореи и Дальнего Востока России.
Также встречается в Северной Америке.

## Систематика
Описан Томасом Сэем в 1824 году как Pemphredon inornatus из Пенсильвании (США), позже голотип был утерян. По старой систематике вместе со всем родом Pemphredon относился с семейству Sphecidae.